# ユーゴー・ド・フリース

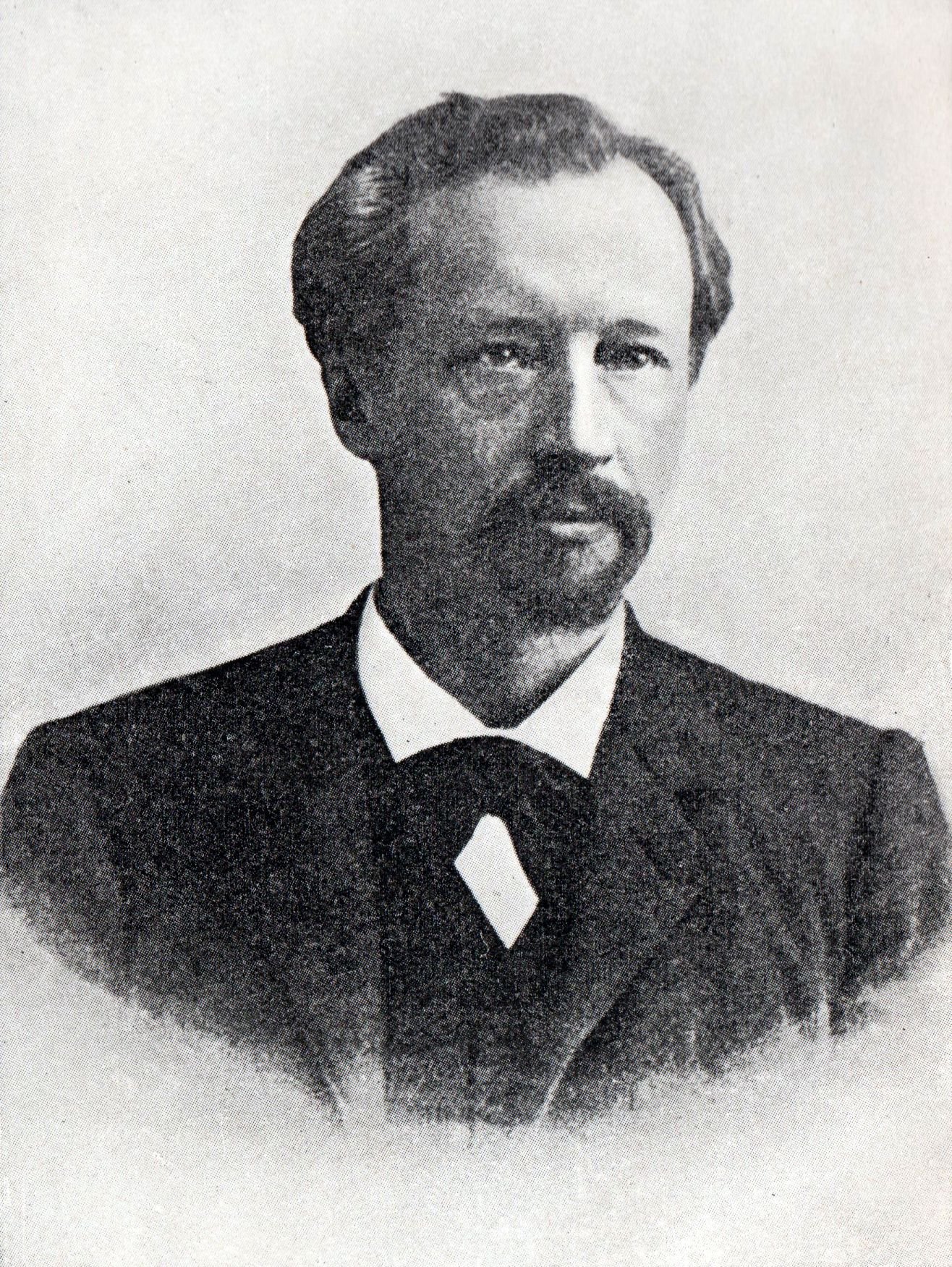
1890年当時の肖像

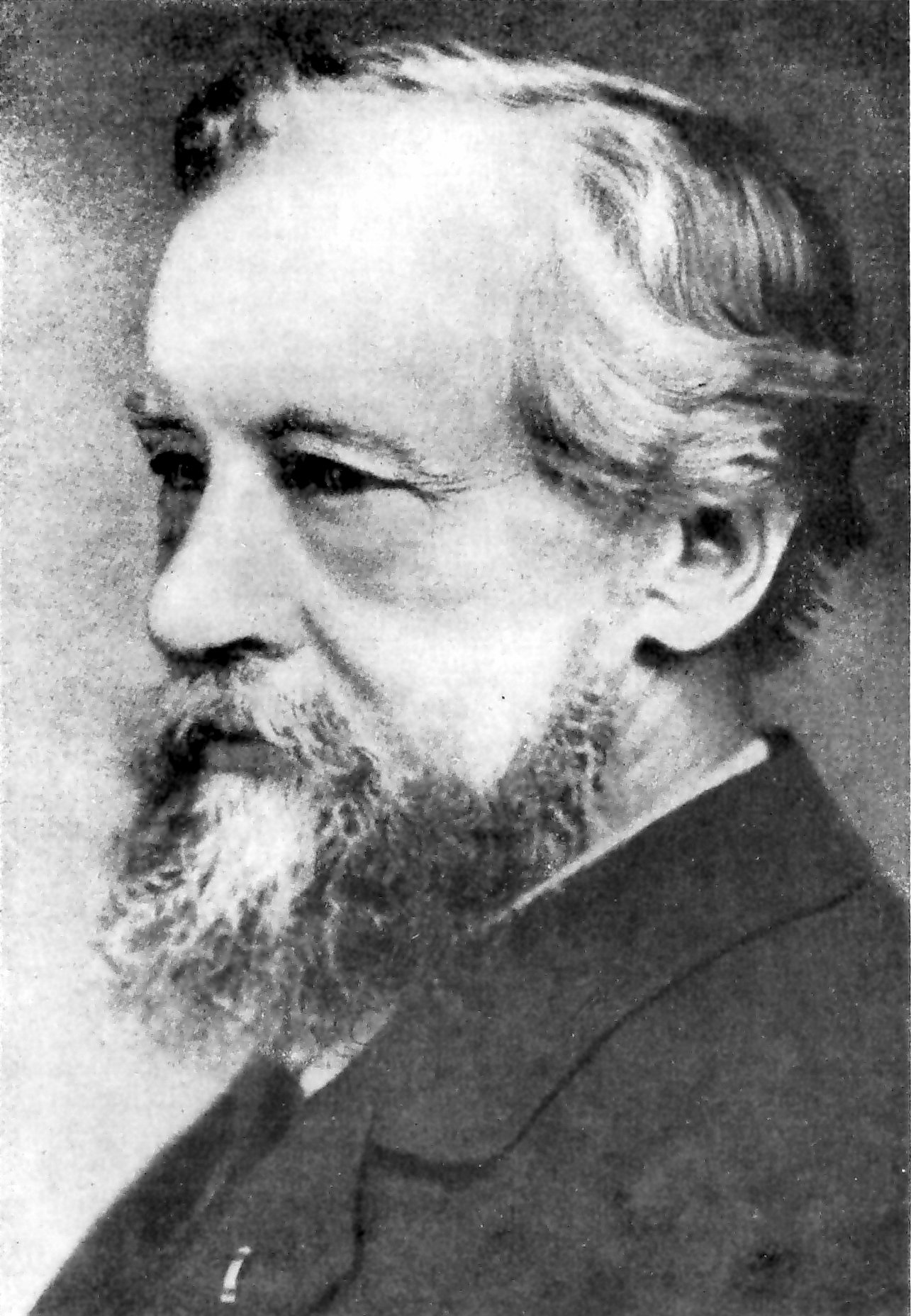
1907年当時の肖像

ユーゴー・マリー・ド・フリースまたはヒューホー・マリー・デ・ヴリース（Hugo Marie de Vries、 1848年2月16日 - 1935年5月21日）は、オランダの植物学者・遺伝学者。なお、ドフリスと呼称している日本の理科の教科書もある。オオマツヨイグサの栽培実験によって、1900年にカール・エーリヒ・コレンスやエーリヒ・フォン・チェルマクらと独立にメンデルの法則を再発見した。さらにその後も研究を続け、1901年には突然変異を発見した。この成果に基づいて、進化は突然変異によって起こるという「突然変異説」を提唱した。

## 生涯
1848年2月16日に政治家の息子としてオランダのハールレムに生まれた。ライデン大学・ハイデルベルク大学で植物分類学を学び、オランダの植物相の専門家となった。のちにヴュルツブルク大学のユリウス・フォン・ザクスの研究室へ入り、ここで植物生理学の分野で重要な貢献をした（膨圧、呼吸、成長、原形質分離など。「原形質分離」という言葉を作ったのもド・フリースである）。ここでの研究はヤコブス・ヘンリクス・ファント・ホッフの浸透圧の研究にも影響を与えた。1878年にアムステルダム大学の植物学の教授となり、この頃から遺伝の研究に移った。1889年にはこれまでの遺伝に関する研究をまとめた『細胞内パンゲネシス』(Intracellulare Pangenesis) を出版した。論文中で彼は遺伝を決定する細胞内の要素をパンゲンと名づけた。この理論を研究するために1892年から植物の栽培実験を始めた。そして1896年にメンデルの法則を再発見した。彼はこの結果をしばらく発表しないでいたが、1900年に34年前のグレゴール・ヨハン・メンデルの論文を知り、自身の論文を発表した。
微小な変異が蓄積して新種が生じるというチャールズ・ダーウィンの説に懐疑的にだったド・フリースは、1886年からアムステルダム近郊でオオマツヨイグサの栽培実験を始めた。彼は、この研究において生じたいくつかの変異株が常に同一形質の子を生ずることに気付いた。彼はこれをパンゲンが変化したためにそれに支配される形質だけが標準型と異なる「新種」が生まれたとして、これを突然変異と名づけた。そして進化はこのような突然変異による新種に自然選択が働いて起こると考え、結果を1901年から『突然変異論』(Die Mutationstheorie) として出版した。しかしながら後にこの植物の染色体の遺伝的構成はきわめて複雑なことが判明し、ド・フリースの観察した結果は三倍体ないし四倍体による変異であると説明されるようになった。それでも、彼の理論は現在でもある種について進化に繋がる変異がどの程度起きるかを考察するために重要なものとみなされている。
彼は1905年には王立協会の外国人会員にも選ばれた。その後1918年にアムステルダム大学の教授を退官し、1935年5月21日に死去した。1929年リンネ・メダル受賞。